# Джовани Гали
Вижте пояснителната страница за други личности с името Джовани.
Джовани Гали (на италиански: Giovanni Galli) е бивш италиански футболист, вратар и настоящ политик.

## Кариера
Роден в Пиза, Гали започва кариерата си в Пиза Калчо като полузащитник, преди да се преквалифицира в ролята на вратар. Започва професионалната си кариера във Фиорентина през 1977 г., където играе 9 сезона в Серия А. През сезон 1986/87 той се присъединява към Милан, където 3 години е титуляр и се утвърждава като един от най-добрите вратари на Италия, спечелвайки титлата в Серия А и Суперкопа Италиана през първия си сезон. Той също така печели Купата на европейските шампиони 1989 и 1990, като също така печели 2 последователни европейски суперкупи през 1989 и 1990 г., както и междуконтиненталната купа през 1989 г. Достига и до финала на Копа Италия през 1990 г.
През лятото на 1990 г., след подписването от Милан със Себастиано Роси, 32-годишният Гали напуска, за да премине в Наполи. През 1993 г. той играе в Торино за 1 сезон, достигайки полуфиналите на Копа Италия и четвъртфиналите на Купата на носителите на купи.
Гали се оттегля от футбола през 1996 г. на 38-годишна възраст, след кратък престой в Лукезе от Серия Б.
През декември 2007 г. Гали се присъединява към Верона като спортен директор, оставайки на поста си само 2 месеца.

### Национален отбор
Гали е част от победоносния състав на Италия на Световното първенство по футбол през 1982 г., без да играе нито един мач, тъй като е резерва на Дино Дзоф. Гали дебютира за националния отбор в приятелски мач срещу Гърция на 5 октомври 1983 г., който завършва 3:0 за Италия.
Гали играе и на Световното първенство през 1986 г. в Мексико, където Италия е отстранена веднага след излизането си от групите от евентуалните полуфиналисти Франция.

## Политика
След като се оттегля като футболист, Джовани Гали започва кариера в политиката. На 1 март 2009 г. Гали е обявен за кандидат-кмет на център-десните избиратели на местните избори през 2009 г. във Флоренция. Неговата кандидатура е подкрепена от Народът на свободата, Лега Норд и редица малки местни движения. В първия тур на изборите, проведени на 6 и 7 юни, той завършва на второ място с 32% от гласовете. Впоследствие е победен 14 дни по-късно във втория тур на изборите от страна на лявоцентристкия кандидат Матео Ренци, който взима 40% от местните гласове.

## Личен живот
Гали е баща на Николо Гали, обещаващ млад футболист, починал при пътно произшествие на 9 февруари 2001 г., навършил само 17 години. Джовани Гали е женен за Анна и също така има две дъщери - Камила и Каролина.

## Отличия

### Отборни
Милан
- Купа на европейските шампиони: 1988/89, 1989/90
- Суперкупа на УЕФА: 1989
- Междуконтинентална купа: 1989
- Серия А: 1987/88
- Суперкопа Италиана: 1988

Наполи
- Суперкопа Италиана: 1990

Парма
- Купа на УЕФА: 1994/95

### Международни
Италия
- Световно първенство по футбол: 1982

### Индивидуални
- Зала на славата на АК Милан[9]
- Зала на славата на АКФ Фиорентина[10]